# Huepalcalco
Huepalcalco es una localidad del estado mexicano de Morelos. Es parte del municipio de Ocuituco.

## Toponimia
El nombre «Huepalcalco» proviene de los términos en náhuatl: huapalitl, tablón de madera; calli, casa; co, locativo. Su significado es «En las casas de tablones».

## Demografía
| Gráfica de evolución demográfica |
|                                  |

| Censo | Población |
| ----- | --------- |
| 1921  | 236       |
| 1930  | 268       |
| 1940  | 275       |
| 1950  | 316       |
| 1960  | 399       |
| 1970  | 484       |
| 1980  | 612       |
| 1990  | 839       |
| 2000  | 896       |
| 2010  | 1094      |
| 2020  | 1233      |